# Binbir Gece
Binbir Gece (no Brasil: Mil e Uma Noites) é uma telenovela turca produzida pela TMC Film e exibida pelo Kanal D nos dias de terça-feira em três temporadas, entre 7 de novembro de 2006 e 12 de maio de 2009.
A ficção turca, rompeu fronteiras importantes e a sua aceitação apareceu em centros do Leste Europeu e Oriente Médio, fez despertar a atenção de alguns dos principais produtores, pelo alto padrão técnico apresentado. Sucesso em vários países do mundo, em março de 2014, ela foi emitida pela primeira vez na América Latina, no Chile, em horário nobre pelo Megavisión, onde alcançou 35 pontos e o primeiro lugar, em contraste com os cinco pontos que exibia antes de sua chegada. Em setembro de 2014 iniciou suas transmissões na Colômbia pela Caracol Televisión. Devido à grande repercussão, em 2015, outros países da região também passaram a comprar a série, e a partir de 5 de janeiro de 2015 é emitida na Argentina pelo Canal 13 em horário nobre, onde a trama marcou 20 pontos. No Uruguai, a produção turca fez o Saeta TV Canal 10 dobrar sua audiência e se consolidando como a de maior audiência da televisão uruguaia. Também está sendo apresentada no Peru desde 8 de fevereiro de 2015 pelo Latina Televisión obtendo mais de 20 pontos.

A produção foi transmitida no Brasil como telenovela pela Rede Bandeirantes entre 9 de março a 15 de setembro de 2015, totalizando 163 capítulos, às 20h20, substituindo Glee e sendo substituída por Fatmagul.  Foi a primeira telenovela turca exibida na história da televisão no Brasil. O tema de abertura adaptado para a versão brasileira é "Eu Só Queria Te Amar" da cantora mato-grossense Lais Yasmin, versão da original "¡Corre!" dos cantores mexicanos Jesse & Joy, onde é também a trilha sonora de Sherazade, a atriz principal da telenovela e única música brasileira presente na produção incluída pela emissora. Foi reprisada pela Rede Bandeirantes entre 19 de julho a 25 de setembro de 2017, em apenas 65 capítulos, novamente às 20h20, substituindo a inédita Ezel e sendo substituída pelo reality Exathlon Brasil.

## Sinopse
A história é sobre Sherazade Evliyaoğlu (em turco Şehrazat Evliyaoğlu), uma talentosa arquiteta que trabalha há pouco tempo na Binyapi A. S, uma construtora pertencente à Onur Aksal e Kerem İnceoğlu. Sherazade é viúva e mãe de um menino de cinco anos chamado Kaan, que sofre de leucemia e precisa urgentemente de dinheiro para um transplante de medula. No início, Sherazade pede ajuda a seu sogro, Burhan Evliyaoğlu, um homem bilionário, dono de uma fábrica de couro e pai de seu falecido marido, Ahmet. Mas Burhan se recusa a emprestar o dinheiro, negando a existência de seu neto e do seu filho. Kaan precisa de um transplante de medula óssea que custa 1 milhão de liras turcas; é aí que Sherazade pede ajuda a seu chefe, Onur, que se compromete a pagar os 900 mil que ela precisa a partir de uma condição: passar uma noite com ela.
Como toda mãe que ama seu filho, Sherazade aceita a proposta de Onur, que paga o dinheiro na manhã seguinte. Mas, ao invés de saciar a vontade de Onur, o desejo dele em passar mais noites junto a Sherazade só aumenta. Enquanto isso, ela tem que lidar com seus sentimentos de culpa, com a lembrança de seu falecido esposo, com a doença do filho, com os atritos com o sogro Burhan Evliyaoğlu, as dificuldades no seu trabalho, dentre muitos outros inconvenientes. E para piorar as coisas, o sócio de Onur na Binyapi, e seu melhor amigo, Kerem, também se apaixona por Sherazade, colocando em risco a relação dos sócios e amigos. Só que Onur não vai desistir facilmente de Sherazade.

## Elenco

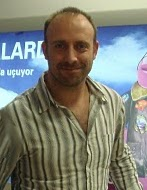
Halit Ergenç interpreta o protagonista Onur Aksal

| Ator/Atriz                | Personagem                         | Sobre o(a) personagem | Dubladores                                         |
| ------------------------- | ---------------------------------- | --- | -------------------------------------------------- |
| Bergüzar Korel            | Sherazade Aksal (antes Evliyaoğlu) | Viúva de Ahmet, com quem teve um filho, Kaan. Quando seu filho precisa de um caro tratamento para Leucemia, Sherazade se entrega ao seu chefe por dinheiro, mas Onur e Sherazade acabam se apaixonando e vivendo momentos românticos, com idas e vindas, brigas e discusões, mas sempre se amando. | Fernanda Bullara                                   |
| Halit Ergenç              | Onur Aksal                         | Sócio da Binyapi, melhor amigo de Kerem. Quando Sherazade diz a ele que precisa de dinheiro, sem informar que tem um filho e que este precisa de um caro tratamento para leucemia, Onur diz a Sherazade que paga para ela se ela se entregar a ele. Ela se entrega e depois dessa noite ele se apaixona perdidamente por Sherazade, conhece o menino, passa a tratar Kaan como seu filho e vive um romance com Sherazade. | Nestor Chiesse                                     |
| Efe Çınar                 | Kaan Evliyaoğlu                    | Filho de Sherazade e de Ahmet. | Renato Cavalcanti (1ª voz)/ Enrico Espada (2ª voz) |
| Dilara Kavadar            | Nilüfer Aksal                      | Filha de Onur | Flora Paulita                                      |
| Tardu Flordun             | Kerem İnceoğlu                     | Sócio da Binyapi, melhor amigo de Onur | Alexandre Marconato                                |
| Ceyda Düvenci             | Bennu Ataman (depois İnceoğlu)     | | Cássia Bisceglia                                   |
| Melahat Abbasova          | Mihriban                           | Doadora de medula do Kaan, vira amiga de Sherazade e babá de Kaan | Sandra Mara Azevedo                                |
| Sennur Kaya               | Firdevs                            | Empregada de Onur, cuidadora de Kaan e Nilüfer | Elisa Villon                                       |
| Atilla Türkmen            | Ahmet Evliyaoğlu                   | marido de Sherazade, morreu em um acidente de trânsito | Fernando Rocha                                     |
| Metin Çekmez              | Burhan Evilyaoğlu                  | Avô de Kaan, pai de Ahmet e Ali Kemal | Gilberto Baroli                                    |
| Tomris İncer              | Nadide Evliyaoğlu                  | Avó de Kaan, mãe de Ahmet e Ali Kemal | Rosa Maria Baroli                                  |
| Ergün Demir               | Ali Kemal Evliyaoğlu               | Filho de Burhan, esposo de Füsun | Alfredo Rollo                                      |
| Yonca Cevher Yenel        | Füsun Evliyaoğlu                   | Esposa de Ali Kemal, irmã de Gani | Letícia Quinto                                     |
| Feyzan Çapa / Gizem Güneş | Buket Evliyaoğlu                   | Filha de Ali Kemal e Füsun | Giulia de Brito                                    |
| Hazal Gürel               | Burcu Evliyaoğlu                   | Filha de Ali Kemal e Füsun | Sicilia Vidal (1ª voz)/ Letícia Celini (2ª voz)    |
| Nehir NPaloma akaya       | Burçin Evliyaoğlu                  | Filha de Ali Kemal e Füsun |                                                    |
|                           | Umut Evilyaoğlu                    | Filho de Ali Kemal com sua amante Yansel |                                                    |
| Bartu Küçükçağlayan       | Gani                               | Irmão de Füsun | Gabriel Noya                                       |
| Füsun Kostak              | Yansel                             | Amante de Ali Kemal, mãe de Umut | Priscilla Concepcion                               |
| Teoman Kumbaracıbaşı      | Yaman                              | Marido de Yansel, padrasto de Umut, motorista de Onur | Ricardo Teles                                      |
| Nuray Uslu                | Sevgi                              | Amiga de Yansel |                                                    |
| Hazel Çamlidere           | Ahu İşler (depois Evliyaoğlu)      | Segunda esposa de Ali Kemal | Maria Cláudia Cardoso                              |
| Ayben Erman               | Neriman İşler                      | Mãe de Ahu | Adna Cruz                                          |
| /                         | Selim                              | Professor de artes de Buket, amante de Füsun | Marco Antônio Abreu                                |
| Yeliz Akkaya              | Melek Ataman                       | Irmã de Bennu, apaixonada por Zafer e por Burak | Priscila Franco                                    |
| Mert Fırat                | Burak İnceoğlu                     | Irmão de Kerem, casa-se com Sezen. | Márcio Araújo                                      |
| Nihat İleri               | Semih Özşener                      | Pai biológico de Kerem e de Semih. | Carlos Silveira                                    |
| Duygu Çetinkaya           | Sezen Özşener                      | Meia irmã de Kerem, filha de Semih, casa-se com Burak. | Samira Fernandes                                   |
| Meral Çetinkaya           | Feride Aksal                       | Mãe de Onur, amiga de Seval | Rosana Beltrame                                    |
| Aytaç Öztuna              | Seval İnceoğlu                     | Mãe de Kerem e Burak, amiga de Feride | Denise Reis                                        |
| Ayla Algan                | Betül                              | Tia do Onur, irmã da Feride | Suzete Piloto                                      |
| Merih Ermakastar          | Mert                               | Amigo de Onur, Kerem e Burak, apaixonado por Melek | Silvio Giraldi                                     |
| Canan Ergüder             | Eda Akinay                         | Odeia Sherazade, apaixonada por Ahmet, e é amante de Kerem | Angélica Santos                                    |
| Feridun Düzağaç           | Özcan                              | Arquiteto, amigo de Eda, foi professor assistente na Faculdade de Arquitetura em que Eda e Sherazade estudaram. É apaixonado por Sherazade. | Adriano Paixão                                     |
| Metin Belgin              | Zafer Gündüzalp                    | Trabalha na Binyapi, apaixonado por Melek, morre em acidente de avião | Luiz Antônio Lobue                                 |
| Ismail Düvenci            | İsmail                             | Trabalha na Binyapi, amigo de Zafer |                                                    |
| Şebnem Köstem             | Handan                             | Amante do pai do Onur, Muchin Aksal | Silvia Goiabeira                                   |
| Suphi Tekniker            | Yalçın                             | Trabalha na Binyapi, amigo de Onur, Kerem e Sherazade | Antônio Moreno                                     |
| Mehmet Polat              | Erdal Karayolcu                    | Inimigo de Onur e Kerem |                                                    |
| Zeynep Konan              | Zeynep                             | Trabalha na Binyapi, amante de Kerem, odeia a Bennu e Sherazade |                                                    |
| Nihan Durukan             | Ayşen                              | Trabalha na Binyapi, amiga de Zeynep, ajuda a prejudicar Bennu e Sherazade | Silvia Suzy                                        |
| Ayce Abana                | Beyza                              | Ex-esposa de Engin, mãe de Duru | Marli Bortoletto                                   |
| Ege Aydan                 | Engin                              | Apaixonado por Sherazade | Mauro Ramos                                        |
| Ezgi Asaroğlu             | Duru                               | Filha de Engin e Beyza |                                                    |
| Ebru Ajkac                | Yasemin                            | Ex-namorada de Onur, apaixonada por ele | Alessandra Merz                                    |
| Karina Gükrer             | Nimet                              | Empregada dos Evilyaoğlu | Lia Antunes                                        |
| Nazlı Ceren Argon         | Ayse                               | Empregada dos Evilyaoğlu | Maíra Paris                                        |
| Alptekin Serdengeçti      | Haldun                             | Amigo de Mihriban, apaixonado por ela | Leonardo Camillo                                   |
| Murat Serezli             | Dr. Atilla                         | Médico de Kaan | Fábio Moura                                        |
| Sevda Aktolga             | Nurhayat                           | Secretária de Onur e Kerem | Isabel de Sá                                       |
| Ahu Sungur                | Jale                               | |                                                    |
| Erdal Bilingen            | Hakan                              | Amigo da Sherazade, ajudou no tratamento do Kaan |                                                    |
| Nilüfer Silsupur          | Sema                               | |                                                    |
| Ümit Bülent Dinçer        | Doruk                              | | Henrique Reis                                      |

## Repercussão

### Internacional
No ano de 2011, o folhetim, ao lado de outras produções turcas, virou notícia por recuperar a audiência de países do mundo árabe.
O êxito comercial, Binbir Gece foi adquirida por vários países da América Latina e dos Balcãs, sendo sucesso de audiência na maioria deles.
É recorde de audiência em países como Chile e Argentina (canais que ja são líderes de audiência) derrotando a telenovela brasileira Amor à Vida (exibida em um canal que não é líder). Fez tanto sucesso no Chile, que a rede de supermercados Santa Isabel chegou a promover um concurso chamado "Promoção Árabe", onde os ganhadores puderam viajar até a Turquia e jantar com o ator Halit Ergenç. O vencedor da promoção foi uma professora de Maipú, Santiago.
A produção também causou polêmica, a comunidade armênia na Argentina e Uruguai lançaram uma campanha para juntar assinaturas e solicitarem que o Canal 13 e o Saeta TV Canal 10 suspendam a transmissão da telenovela de origem turca, pois de acordo com os queixosos, de se tratar de uma propaganda turca para cobrir as comemorações do centenário do genocídio armênio.

### Brasil
É a primeira telenovela de origem turca exibida na televisão aberta brasileira. A Band chegou a cogitar trocar o nome da protagonista por lembrar o da jornalista do SBT Rachel Sheherazade, conhecida por suas opiniões polêmicas. A atração foi exibida após cinco anos sem nenhuma transmissão da teledramaturgia da emissora no horário nobre, desde Quase Anjos em 2010.
Sendo sucesso de audiência em países como Argentina, Chile, Colômbia e Uruguai, no Brasil a atração não chegou a estar entre as mais vistas, ficando, nos primeiros meses, atrás das telenovelas da Rede Globo (que estreou Babilônia), SBT (Chiquititas) e Rede Record (que estreou Os Dez Mandamentos), com médias de 3 pontos no Ibope. No entanto, em sua estreia, a telenovela mais que dobrou a audiência da Band para o horário. e continuou sendo, em geral, uma das atrações mais vistas da emissora durante o dia. No capítulo de 8 de abril, a telenovela turca alcançou sua maior audiência na Band, 4 pontos, uma das médias mais altas da emissora que na mesma faixa com a série Glee, registrava audiência na casa de 1 ponto.

## Produção
Segundo o jornal Hürriyet, o custo de produção da série foi de 7 a 8 mil euros, e o lucro para a Turquia são de 45 milhões de euros anuais.
Os atores protagonistas, Halit Ergenç (Onur Aksal) e Bergüzar Korel (Sherazade Evliyaoğlu), se apaixonaram durante as filmagens, se casaram em agosto de 2009 e tiveram um filho chamado Ali.